# Nicolas Mahut
Nicolas Pierre Armand Mahut (phát âm tiếng Pháp: [nikɔla pjɛʁ aʁmɑ̃ may]; sinh ngày 21 tháng 1 năm 1982) là một vận động viên quần vợt chuyên nghiệp người Pháp. Tại nội dung đơn, anh đã có thứ hạng cao nhất trên bảng xếp hạng Hiệp hội quần vợt nhà nghề (ATP) là vị trí số 37 trên thế giới vào ngày 5 tháng 5 năm 2014. Còn tại nội dung đôi, anh đã có thứ hạng trên bảng xếp hạng ATP cao nhất là vị trí số 1 trên thế giới vào ngày 6 tháng 6 năm 2016. Mahut được biết đến với những lối đánh kỹ thuật ở trên sân cỏ, anh hiện đang đứng thứ ba trong số danh hiệu mà các tay vợt còn chơi ở nội dung đơn là Roger Federer (17) và Andy Murray (8) và đang bằng với Rafael Nadal và Novak Djokovic (4); anh cũng giành được nhiều danh hiệu đơn nhiều nhất trên sân cỏ trên 30 tuổi mà vẫn còn đang chơi, bằng với Roger Federer (4). Anh là một vận động viên quần vợt sở trường đôi, đã từng lên ngôi số 1 thế giới, và đã vào chung kết tất cả các giải Grand Slam ở đôi nam, trong đó đã giành được ba danh hiệu – Giải quần vợt Mỹ Mở rộng 2015, Giải quần vợt Wimbledon 2016 và Giải quần vợt Pháp Mở rộng 2018 với Pierre-Hugues Herbert. Mahut cũng đã cùng với John Isner có trận đấu dài nhất trong lịch sử quần vợt chuyên nghiệp ở vòng một của Giải quần vợt Wimbledon 2010.

## Các trận chung kết quan trọng

### Chung kết Grand Slam

#### Đôi: 5 (3 danh hiệu, 2 á quân)
| Kết quả | Năm  | Giải đấu     | Mặt sân | Đồng đội              | Đối thủ trong trận chung kết            | Tỉ số trong trận chung kết |
| ------- | ---- | ------------ | ------- | --------------------- | --------------------------------------- | -------------------------- |
| Á quân  | 2013 | Pháp Mở rộng | Đất nện | Michaël Llodra        | Bob Bryan Mike Bryan                    | 4–6, 6–4, 6–7(3–7)         |
| Á quân  | 2015 | Úc Mở rộng   | Cứng    | Pierre-Hugues Herbert | Simone Bolelli Fabio Fognini            | 4–6, 4–6                   |
| Vô địch | 2015 | Mỹ Mở rộng   | Cứng    | Pierre-Hugues Herbert | Jamie Murray John Peers                 | 6–4, 6–4                   |
| Vô địch | 2016 | Wimbledon    | Cỏ      | Pierre-Hugues Herbert | Julien Benneteau Édouard Roger-Vasselin | 6–4, 7–6(7–1), 6–3         |
| Vô địch | 2018 | Pháp Mở rộng | Đất nện | Pierre-Hugues Herbert | Oliver Marach Mate Pavić                | 6–2, 7–6(7–4)              |

### Chung kết Masters 1000

#### Đôi: 9 (6 danh hiệu, 3 á quân)
| Kết quả | Năm  | Giải đấu     | Mặt sân  | Đồng đội               | Đối thủ trong trận chung kết       | Tỉ số trong trận chung kết |
| ------- | ---- | ------------ | -------- | ---------------------- | ---------------------------------- | -------------------------- |
| Á quân  | 2011 | Paris        | Cứng (i) | Julien Benneteau       | Rohan Bopanna Aisam-ul-Haq Qureshi | 2–6, 4–6                   |
| Vô địch | 2016 | Indian Wells | Cứng     | Pierre-Hugues Herbert  | Vasek Pospisil Jack Sock           | 6–3, 7–6(7–5)              |
| Vô địch | 2016 | Miami        | Cứng     | Pierre-Hugues Herbert  | Raven Klaasen Rajeev Ram           | 5–7, 6–1, [10–7]           |
| Vô địch | 2016 | Monte Carlo  | Đất nện  | Pierre-Hugues Herbert  | Jamie Murray Bruno Soares          | 4–6, 6–0, [10–6]           |
| Á quân  | 2016 | Paris        | Cứng (i) | Pierre-Hugues Herbert  | Henri Kontinen John Peers          | 4–6, 6–3, [6–10]           |
| Á quân  | 2017 | Madrid       | Đất nện  | Édouard Roger-Vasselin | Łukasz Kubot Marcelo Melo          | 5–7, 3–6                   |
| Vô địch | 2017 | Rome         | Đất nện  | Pierre-Hugues Herbert  | Ivan Dodig Marcel Granollers       | 4–6, 6–4, [10–3]           |
| Vô địch | 2017 | Montreal     | Đất nện  | Pierre-Hugues Herbert  | Rohan Bopanna Ivan Dodig           | 6–4, 3–6, [10–6]           |
| Vô địch | 2017 | Cincinnati   | Cứng     | Pierre-Hugues Herbert  | Jamie Murray Bruno Soares          | 7–6(8–6), 6–4              |

## Thống kê sự nghiệp

### Đơn
| Giải đấu        | 2000 | 2001 | 2002 | 2003 | 2004 | 2005 | 2006 | 2007 | 2008 | 2009 | 2010 | 2011 | 2012 | 2013 | 2014 | 2015 | 2016 | 2017 | 2018 | SR     | W–L   | % Thắng |
| --------------- | ---- | ---- | ---- | ---- | ---- | ---- | ---- | ---- | ---- | ---- | ---- | ---- | ---- | ---- | ---- | ---- | ---- | ---- | ---- | ------ | ----- | ------- |
| Giải Grand Slam |      |      |      |      |      |      |      |      |      |      |      |      |      |      |      |      |      |      |      |        |       |         |
| Úc Mở rộng      | A    | 1R   | A    | A    | 1R   | A    | A    | 2R   | 2R   | A    | A    | 2R   | 3R   | A    | 1R   | Q1   | 2R   | 1R   | Q1   | 0 / 9  | 6–9   | 40      |
| Pháp Mở rộng    | 1R   | 1R   | A    | 1R   | 1R   | A    | 1R   | 1R   | 1R   | Q2   | 2R   | 1R   | 3R   | 1R   | 1R   | 3R   | 2R   | 1R   | 1R   | 0 / 16 | 6–16  | 27.27   |
| Wimbledon       | A    | A    | A    | A    | A    | A    | 3R   | 2R   | 1R   | 1R   | 1R   | 1R   | 2R   | 2R   | 1R   | 2R   | 4R   | 1R   | Q2   | 0 / 12 | 9–12  | 42.86   |
| Mỹ Mở rộng      | A    | A    | A    | 1R   | 1R   | A    | 2R   | 1R   | 1R   | Q1   | Q3   | 2R   | 1R   | 1R   | 1R   | 2R   | 3R   | 3R   |      | 0 / 12 | 7–12  | 36.84   |
| Thắng-Bại       | 0–1  | 0–2  | 0–0  | 0–2  | 0–3  | 0–0  | 3–3  | 2–4  | 1–4  | 0–1  | 1–2  | 2–4  | 5–4  | 1–3  | 0–4  | 3–2  | 7–4  | 2–4  | 0–1  | 0 / 49 | 28–49 | 36.36   |

### Đôi
| Giải đấu        | 2000 | 2001 | 2002 | 2003 | 2004 | 2005 | 2006 | 2007 | 2008 | 2009 | 2010 | 2011 | 2012 | 2013 | 2014 | 2015 | 2016 | 2017 | 2018 | SR     | W–L   | Win % |
| --------------- | ---- | ---- | ---- | ---- | ---- | ---- | ---- | ---- | ---- | ---- | ---- | ---- | ---- | ---- | ---- | ---- | ---- | ---- | ---- | ------ | ----- | ----- |
| Giải Grand Slam |      |      |      |      |      |      |      |      |      |      |      |      |      |      |      |      |      |      |      |        |       |       |
| Úc Mở rộng      | A    | A    | A    | A    | 3R   | 2R   | 1R   | QF   | 3R   | A    | A    | A    | 1R   | 1R   | SF   | F    | 2R   | QF   | 2R   | 0 / 12 | 22–12 | 64.7  |
| Pháp Mở rộng    | 2R   | 1R   | 1R   | 2R   | 1R   | 1R   | QF   | 2R   | A    | 3R   | 1R   | 3R   | 2R   | F    | 3R   | 3R   | 3R   | 1R   | W    | 1 / 18 | 28–17 | 62.22 |
| Wimbledon       | A    | A    | A    | A    | 2R   | 1R   | 1R   | 1R   | 3R   | A    | 1R   | 2R   | 1R   | 2R   | SF   | 3R   | W    | 2R   |      | 1 / 13 | 18–12 | 60.00 |
| Mỹ Mở rộng      | A    | A    | A    | A    | SF   | QF   | 1R   | SF   | 2R   | 1R   | 1R   | A    | QF   | 3R   | 2R   | W    | SF   | 1R   |      | 1 / 13 | 28–12 | 70.00 |
| Thắng-Bại       | 1–1  | 0–1  | 0–1  | 1–1  | 7–4  | 4–4  | 3–4  | 8–4  | 5–3  | 2–2  | 0–3  | 3–2  | 4–4  | 8–4  | 11–4 | 15–3 | 13–3 | 4–4  | 7–1  | 3 / 56 | 96–53 | 64.4  |